# Coupe de Belgique de football 2024-2025
Navigation
Édition précédente Édition précédente
La Coupe de Belgique de la saison de 2024-2025 est la 70e édition de la Coupe de Belgique. Le nom commercial de l'épreuve demeure la « Croky Cup », du nom d'une marque de chips. 48 clubs participent aux six tours successifs de cette compétition, sixième tour préliminaire et finale compris.
Cette édition est marquée par un changement dans sa procédure qui retrouve le stade des trente-deuxièmes de finale.
Chronologiquement toutefois, cette édition connaît un déroulement habituel, avec les tours préliminaires qui débutent à la fin juillet 2024 puis qui s'écoulent au rythme d'un tour par week-end jusqu'à la fin du mois d'août.
Cette édition est la huitième depuis la réforme de la hiérarchie des divisions au sein du football belge, réalisée en vue de la saison de 2016-2017.

## Fonctionnement et règlement
La coupe est jouée par matchs à élimination directe. Toutes les rencontres se déroulent en une seule manche, à l'exception des demi-finales qui font l'objet de rencontres aller/retour.
À partir du quatrième tour préliminaire, toutes les rencontres en une manche font l'objet d'une prolongation de deux fois 15 minutes si les adversaires sont à égalité au terme des 90 minutes initialement prévues. Si l'égalité subsiste après cela, la qualification se joue aux tirs au but. Lors des trois premiers tours préliminaires, en cas d'égalité après 90 minutes, le départage se fait par des tirs au but directement, sans avoir recours à une prolongation.

### Généralités
356 clubs participent à l'épreuve.
Six tours préliminaires concernent les clubs issus de tous les niveaux inférieurs à la Jupiler Pro League. En tenant compte que les « équipes B » des cercles professionnels (D1A et D1B) ne participent pas à cette Coupe, les équipes proviennent des divisions suivantes :
- 204 clubs provinciaux (p-1 à p-4),
- 62 clubs de Division 3 Amateur (D3),
- 50 clubs de Division 2 Amateur (D2),
- 14 clubs de Nationale 1 (N1),
- 12 clubs de Proximus League (II),
- 16 clubs de Jupiler Pro League (I).

## Calendrier
Calendrier officiel de la Pro League :
| Nom | Tirage au sort    | Date aller                | Date retour               | Équipes participantes | Équipes restantes |
| --- | ----------------- | ------------------------- | ------------------------- | --------------------- | ----------------- |
| Sixième tour préliminaire * | 26 juin 2024      | 6, 7 et 8 septembre 2024  | 6, 7 et 8 septembre 2024  | 32                    | 32 à 16           |
| Seizièmes de finale ** | 11 septembre 2024 | 29, 30 et 31 octobre 2024 | 29, 30 et 31 octobre 2024 | 32                    | 32 à 16           |
| Huitièmes de finale | 31 octobre 2024   | 3, 4 et 5 décembre 2024   | 3, 4 et 5 décembre 2024   | 16                    | 16 à 8            |
| Quarts de finale | 5 décembre 2024   | 7, 8 et 9 janvier 2025    | 7, 8 et 9 janvier 2025    | 8                     | 8 à 4             |
| Demi-finales | 5 décembre 2024   | 14, 15 et 16 janvier 2025 | 4, 5 et 6 février 2025    | 4                     | 4 à 2             |
| Finale | 4 mai 2025        | 4 mai 2025                | 4 mai 2025                | 2                     |                   |
| * entrée en lice des clubs de D2 belge (Challenger Pro League) ** entrée en lice des 16 clubs de D1 belge (Jupiler Pro League) |                   |                           |                           |                       |                   |

## Résultats

### Seizièmes de finale
Les seizièmes de finale se jouent entre le 29 et le 31 octobre 2024.
| Date            | Club hôte                           | Club visiteur                 | Score 90min | Score 120min | Tirs au but |
| 29 octobre 2024 | K. Patro Eisden Maasmemechelen (II) | Sporting Charleroi (I)        | 4-1         |              |             |
| 29 octobre 2024 | KVC Westerlo (I)                    | RWD Molenbeek (II)            | 2-1         |              |             |
| 29 octobre 2024 | SV Zulte Waregem (II)               | FCV Dender (I)                | 2-1         |              |             |
| 30 octobre 2024 | K. Beerschot VA (I)                 | RFC Liège (II)                | 3-1         |              |             |
| 30 octobre 2024 | SK Beveren (III)                    | KRC Genk (I)                  | 0-2         |              |             |
| 30 octobre 2024 | KV Courtrai (I)                     | KSC Lokeren-Tamise (II)       | 1-0         |              |             |
| 30 octobre 2024 | KAS Eupen (II)                      | R. Union St-Gilloise (I)      | 0-3         |              |             |
| 30 octobre 2024 | KAA La Gantoise (I)                 | Union rochefortoise (III)     | 7-0         |              |             |
| 30 octobre 2024 | OH Leuven (I)                       | RFC Seraing (II)              | 2-0         |              |             |
| 30 octobre 2024 | YR KV Mechelen (I)                  | RAAL La Louvière (II)         | 1-1         | 3-1          |             |
| 30 octobre 2024 | Club Brugge KV (I)                  | Belisia Bilzen (III)          | 6-1         |              |             |
| 30 octobre 2024 | R. Standard de Liège (I)            | K. Lyra-Lierse (III)          | 2-2         | 3-2          |             |
| 30 octobre 2024 | Lierse Kempenzonen (II)             | K. St-Truidense VV (I)        | 0-2         |              |             |
| 31 octobre 2024 | Cercle Brugge KSV (I)               | R. Olympic de Charleroi (III) | 3-0         |              |             |
| 31 octobre 2024 | R. Union Tubize-Braine (IV)         | RSC Anderlecht (I)            | 0-4         |              |             |
| 31 octobre 2024 | Royal Antwerp FC (I)                | KMSK Deinze (II)              | 6-1         |              |             |

### Huitièmes de finale
Les huitièmes de finale se jouent entre le 3 et le 5 décembre 2024.
| Date            | Club hôte                           | Club visiteur            | Score 90min | Score 120min | Tirs au but |
| 3 décembre 2024 | K. Patro Eisden Maasmemechelen (II) | Club Brugge KV (I)       | 1-3         |              |             |
| 4 décembre 2024 | OH Leuven (I)                       | SV Zulte Waregem (II)    | 5-0         |              |             |
| 4 décembre 2024 | R. Union St-Gilloise (I)            | KAA La Gantoise (I)      | 3-2         |              |             |
| 4 décembre 2024 | KV Kortrijk (I)                     | R. Antwerp FC (I)        | 0-0         | 0-0          | 3-4         |
| 4 décembre 2024 | K. Beerschot VA (I)                 | YR KV Mechelen (I)       | 1-1         | 2-2          | 4-3         |
| 4 décembre 2024 | Cercle Brugge KSV (I)               | K. St-Truidense VV (I)   | 0-1         |              |             |
| 4 décembre 2024 | KRC Genk (I)                        | R. Standard de Liège (I) | 1-1         | 2-1          |             |
| 5 décembre 2024 | RSC Anderlecht (I)                  | KVC Westerlo (I)         | 4-1         |              |             |

### Quarts de finale
Les quarts de finale se jouent entre le 7 et le 9 janvier 2025.
| Date           | Club hôte              | Club visiteur            | Score 90min | Score 120min | Tirs au but |
| 7 janvier 2025 | Club Brugge KV (I)     | OH Leuven (I)            | 3-0         |              |             |
| 7 janvier 2025 | K. St-Truidense VV (I) | KRC Genk (I)             | 0-4         |              |             |
| 8 janvier 2025 | R. Antwerp FC (I)      | R. Union St-Gilloise (I) | 5-1         |              |             |
| 9 janvier 2025 | K. Beerschot VA (I)    | RSC Anderlecht (I)       | 0-1         |              |             |

### Demi-finales
Les rencontres sont programmées entre les 14 et 16 janvier 2025 pour les manches aller et trois semaines plus tard pour les manches retour, c'est-à-dire entre les 4 et 6 février 2025.
| Match | Date            | Club hôte          | Club visiteur      | Score 90min | Score 120min | Tirs au but |
| DF-1A | 15 janvier 2025 | Club Brugge KV (I) | KRC Genk (I)       | 2-1         |              |             |
| DF-1R | 5 février 2025  | KRC Genk (I)       | Club Brugge KV (I) | 1-1         |              |             |
| DF-2A | 16 janvier 2025 | RSC Anderlecht (I) | R. Antwerp FC (I)  | 1-0         |              |             |
| DF-2R | 6 février 2025  | R. Antwerp FC (I)  | RSC Anderlecht (I) | 2-2         |              |             |

## Finale
La finale 2024-2025 est jouée le 4 mai 2025 au stade Roi Baudouin, entre le Club  de Bruges et le RSC Anderlecht. La finale a lieu pendant les « play offs ».

### Feuille de match
| FINALE                | Club de Bruges (I)              | 2-1   | RSC Anderlecht (I) | Stade Roi Baudouin (Bruxelles) |                                |
| 4 mai 2025 18h00 CEST | R. Vermant 40e · R. Vermant 62e | (1-0) | L. Vázquez 90+1e   | Arbitrage : M. Jasper Vergoote | Arbitrage : M. Jasper Vergoote |